# شاپرک‌جغدی‌تباران

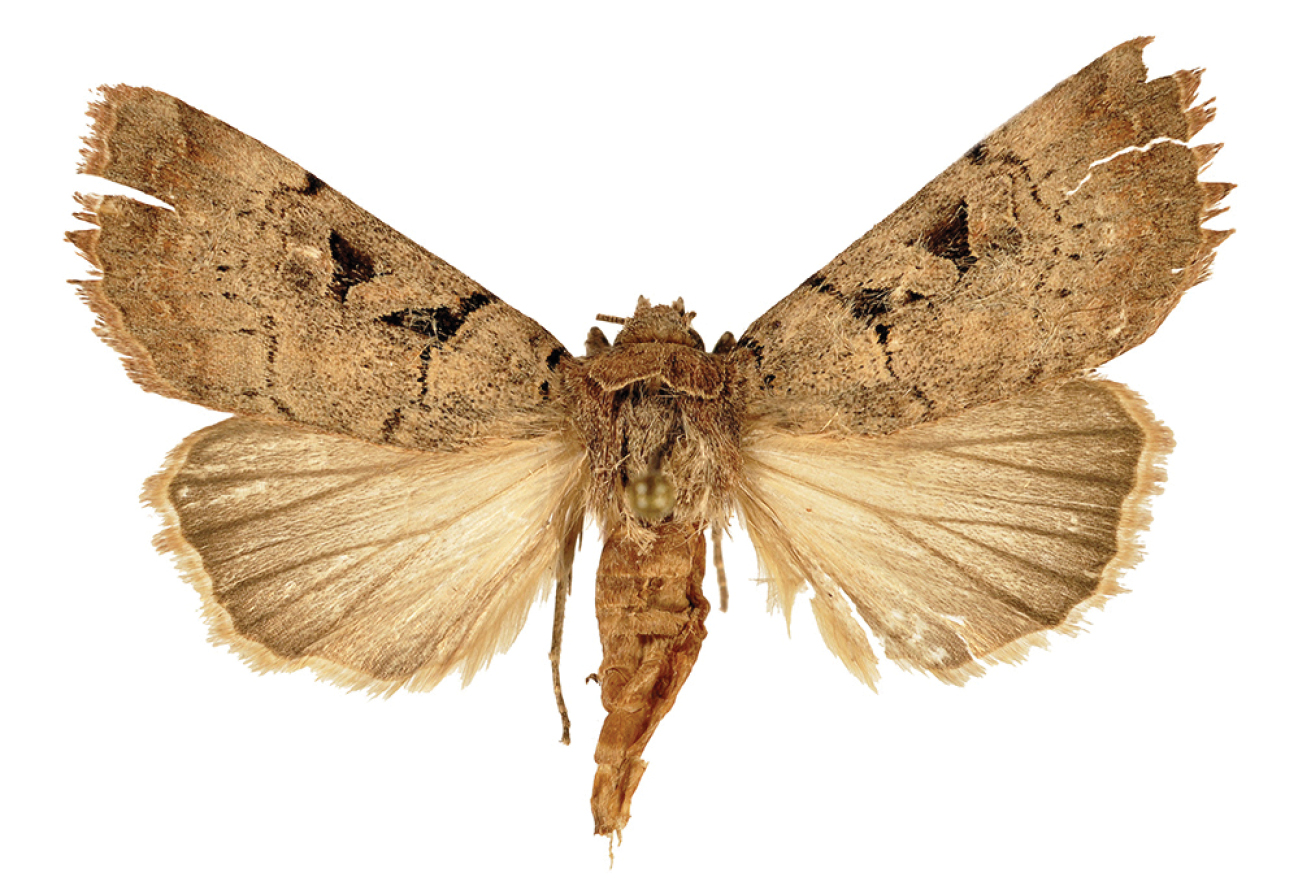
تصویری از شاپرک‌جغدی‌تباران

شاپرک‌جغدی‌تباران (به لاتین: Noctuini) یک تبار از شاپرک‌های جغدی از خانواده شاپرکان جغدی است. حداقل ۵۲۰ گونه توصیف‌شده در تبار شاپرک‌جغدی‌تباران وجود دارد.